# Panaji
Panaji (portugisisk: Pangim, engelsk: Panjim, konkani: पणजी) er hovedstad i den delstaten Goa i det vestlige Indien. Byen har 40.017(2011) indbyggere og er dermed den tredjestørste i Goa efter Vasco da Gama og Margao. Panaji er hovedby i distriktet North Goa.
Byen giver et indtryk af stor kontrast for mellem de moderne turistkontorer, luksushoteller og shoppingmuligheder findes gamle kirker, templer og mindre slumkvarterer. 
Modsat mange andre dele af Goa er der her brugt betydelige summer på at forbedre vejnettet for derved at lette den vilde trafik der dagligt foregår. Der er masser af liv, også om aftenen hvor man blandt andet kan sejle en tur med kasino-færgen, eller de såkaldte "diskotek-færger".